# جوناثان ديفيز (لاعب كريكت)
جوناثان ديفيز (9 مارس 1976 في المملكة المتحدة - ) (بالإنجليزية: Jonathan Davies)‏ هو لاعب كريكت بريطاني. لعب مع Lincolnshire County Cricket Club ‏.

## وصلات خارجية
- جوناثان ديفيز على موقع إي آس بي آن كريك إنفو (الإنجليزية)